# Бактероїди
Бактероїди  (грец. bakterion — паличка, eidos — вид) — грамнегативні бактерії паличкоподібної форми, не утворюють спор, належать до родини Bacteroidaceae. Здатні розвиватися при низькій концентрації кисню. У природі трапляються рухливі та стаціонарні види бактероїдів. Здатні мутувати, тобто видозмінюватися, змінювати свій генетичний матеріал внаслідок дії чинників.

### Морфологічні та фізіологічні особливості
Продуктами бродіння бактероїдів є оцтова, бурштинова, ізовалеріанова кислоти. Полісахариди є основним джерелом енергії. Здатні відновлювати холестерин, гідролізують мукополісахарид хондроітінсульфати. Не утворюють індол, синтезують каталазу, гідролізують ескулін, зброджують різні вуглеводи. Грампаличкоподібні нерухомі бактерії, не утворюють спор, мають полісахаридну капсулу, яка складається з двох полісахаридів.
Геноми вивчених видів представлені кільцевими дволанцюговими молекулами ДНК, відсоток пар Г (гуанінових) та Ц (цитозинових) азотистих основ становить 40-48 %, також виявлена можливість переносу генетичної інформації між Escherichia coli і Bacteroides fragilis та «човникові» плазміди для здійснення такого переносу.
Родина Bacteroidaceae складається з родів: Bacteroides (налічує 22 види) і Leptotrichia (5 видів).
У 1970 р. Д. Колі запропонував поділити рід Bacteroides на 3 групи за їх стійкістю до  поживного середовища, в якому міститься біля 20 % жовчі. Також поділяють на групи, враховуючи утворення пігментів, активність відносно глюкози, мальтози, сахарози, маніту, рамнози, трегалози.  Бактероїдні палички з біполярним забарвленням розміром 0,5–0,8‧1–3 мкм, нерухомі або рухомі за допомогою джгутиків розташованих перитрихіально.  Часто мають полісахаридну капсулу, яка є важливим фактором вірулентності. Ріст багатьох видів значно стимулює гемін і вітамін К, які завжди додають в середовище для вирощування бактероїдів.  Вони ростуть при температурі 25 і 37 °С, каталазонегативні. Бактероїди є одними з основних представників нормальної мікрофлори людини і тварин. Найбільша кількість їх знаходиться у товстій кишці (≈30 % усіх мікроорганізмів), значно переважає аеробну мікрофлору, в тому числі, в сотні разів кількість кишкових паличок. Кількість бактероїдів залежить від фізіологічного стану та дієти людини.

### Патогенність
Спричиняє інфекції неклостридіальної анаеробної, змішаної анаеробно — аеробної форми. Представники Bacteroides, Prevotella, і Porphyromonas об'єднані в єдиний патокомплекс, здатні спричинити хронічний синусит, хронічне запалення середнього вуха, інфекції ротової порожнини, можуть пеородити запалення кишково — шлункового тракту, різні абсцеси, в тому числі абсцес при перебігу апендициту, некротичну пневмонію. Токсигенні Bacteroides fragilis спричиняють діарею. Bacteroides fragilis виробляє ентеротоксин, який стимулює дегенерацію епітеліоцитів кишки людини. Побічні продукти метаболізму представників роду Bacteroides пригнічують функцію поліморфноядерних лейкоцитів людини. Дослідження показують, що деякі види бактероїдів можуть впливати на розвиток головного мозку, що вкрай негативно може вплинути на організм. Також відомі дані про антибіотикорезистентність, тобто, досить стійкі до дії антибіотиків, що в свою чергу утруднює лікування.
Але є ряд не патогенних видів, які не спричиняють захворювань, а навпаки є корисними для організму, в тому числі людини.